# Hamburger FC 1888
Hamburger FC 1888 was een Duitse voetbalclub uit Hamburg die bestond van 1888 tot 1919, toen de club fuseerde met SC Germania 1887 Hamburg en SC Falke 06 tot de huidige topclub Hamburger SV. In 1900 was de club een van de stichtende clubs van de Duitse voetbalbond.

## Geschiedenis
De club werd op 1 juni 1888 opgericht door studenten van het Wilhelm-Gymnasium. In 1894 was de club een van de medeoprichters van de Hamburg-Altonaer Fußball-Bund. In 1895 sloot de club FC Victoria 1895, kort na de oprichting van de club, zich bij HFC aan en werd in 1897 weer zelfstandig. In 1895 ging het eerste kampioenschap, dat georganiseerd werd door de bond, van start. Het was de eerste competitie in het Duitse Rijk, buiten de hoofdstad Berlijn. HFC 1888 werd vicekampioen, met grote achterstand op SC Germania. In 1897/98 trok de club zich na de heenronde terug uit de competitie. Na één jaar onderbreking meldde de club zich opnieuw aan, maar maakte het kampioenschap opnieuw niet af. Het volgende seizoen werd de club laatste en trad uit de voetbalbond. In 1902 sloot HFC zich weer aan en bleef nu.
Na enkele kwakkelseizoenen werd de club derde in 1906/07. Hierna belandde HFC weer in de middenmoot. De club werd kampioen in 1913/14, echter was dit seizoen de competitie slechts de tweede klasse. De Noord-Duitse voetbalbond had dat seizoen immers de NFV-Liga ingevoerd als hoogste klasse voor Noord-Duitsland met vijf clubs uit Hamburg-Altona. Hierdoor werden de stadscompetities de tweede klasse.
Door het uitbreken van de Eerste Wereldoorlog werd deze competitie weer afgeschaft en werd de competitie van Hamburg-Altona terug de hoogste klasse. De club eindigde de volgende seizoenen in de middenmoot en werd in 1917/18 zelfs laatste. Het volgende seizoen ging de club een oorlogsfusie aan met Victoria en trad één seizoen aan onder de naam KV Victoria/HFC 1888. De club werd kampioen en plaatse zich voor de Noord-Duitse eindronde. Na overwinningen op Schweriner FC 03, Borussia Harburg en Kieler SV Holstein plaatste de club zich voor de finale, waarin Bremer SC 1891 met 0-2 verslagen werd. Er werd dat jaar geen verdere eindronde om de Duitse landstitel gespeeld.
Op 2 juni 1919 fuseerde de club met SC Germania en SC Falke tot Hamburger SV.